# 黃花小杜鵑蘭
黃花小杜鵑蘭（学名：Tainia hualienia）为蘭科杜鵑蘭(鄧蘭)屬下的一个种。

## 扩展阅读
- 維基物種上的相關：黃花小杜鵑蘭